# Olga Wolková
Olga Wolková (28. března 1919 – ???) byla česká a československá politička a poúnorová bezpartijní poslankyně Národního shromáždění ČSSR.

## Biografie
Ve volbách roku 1960 byla zvolena do Národního shromáždění ČSSR za Severomoravský kraj jako bezpartijní kandidátka. Podílela se na projednání ústavy ČSSR v roce 1960. V Národním shromáždění zasedala až do konce volebního období parlamentu, tedy do voleb v roce 1964.